# Eria carnea
Eria carnea är en orkidéart som beskrevs av Johannes Jacobus Smith. Eria carnea ingår i släktet Eria och familjen orkidéer. Inga underarter finns listade i Catalogue of Life.